# سعيد بن أبي مريم
أبو محمد سعيد بن الحكم بن محمد بن سالم الجمحي مولاهم المصري، الشهير بسعيد بن أبي مريم.(144 هـ - 224 هـ) محدث الديار المصرية. أحد العلماء ومن رواة الحديث عند أهل السنة والجماعة.
قال الذهبي: كان ثقة كثير الحديث.
قال الحسين بن الحسن الرازي: سألت أحمد بن حنبل: عن من اكتب بمصر؟ فقال: عن ابن أبي مريم.
حدث عن:نافع بن عمر الجمحي، وأبي غسان محمد بن مطرف، ومحمد بن جعفر بن أبي كثير، ومالك والليث وسليمان بن بلال، ونافع بن يزيد، ويحيى بن أيوب، وأسامة بن زيد بن أسلم وحماد بن زيد، وخلاد بن سليمان الحضرمي والعطاف بن خالد وخلق من طبقتهم.
روى عنه: البخاري والذهلي وأبو بكر الصاغاني ومحمد بن عوف، وأحمد بن عبد الله العجلي، وإسحاق الكوسج وإسماعيل سمويه، وحميد بن زنجويه وعبيد بن عبد الواحد البزار، وأبو حاتم الرازي، ويحيى بن عثمان بن صالح والفسوي، ومحمد بن عبد الله بن البرقي، وابن معين وأثنى عليه وخلق سواهم منهم: ابن أخيه أحمد بن سعد الحافظ.
قال العجلي: «كان عاقلا لم أر بمصر أعقل منه ومن عبد الله بن عبد الحكم» وقال أبو حاتم: «ثقة» وقال ابن يونس: «كان فقيها» وقال ابن معين: «ثقة من الثقات».
وقال الذهبي: الحافظ العلامة الفقيه، كان من أئمة الحديث 